# Sundiva

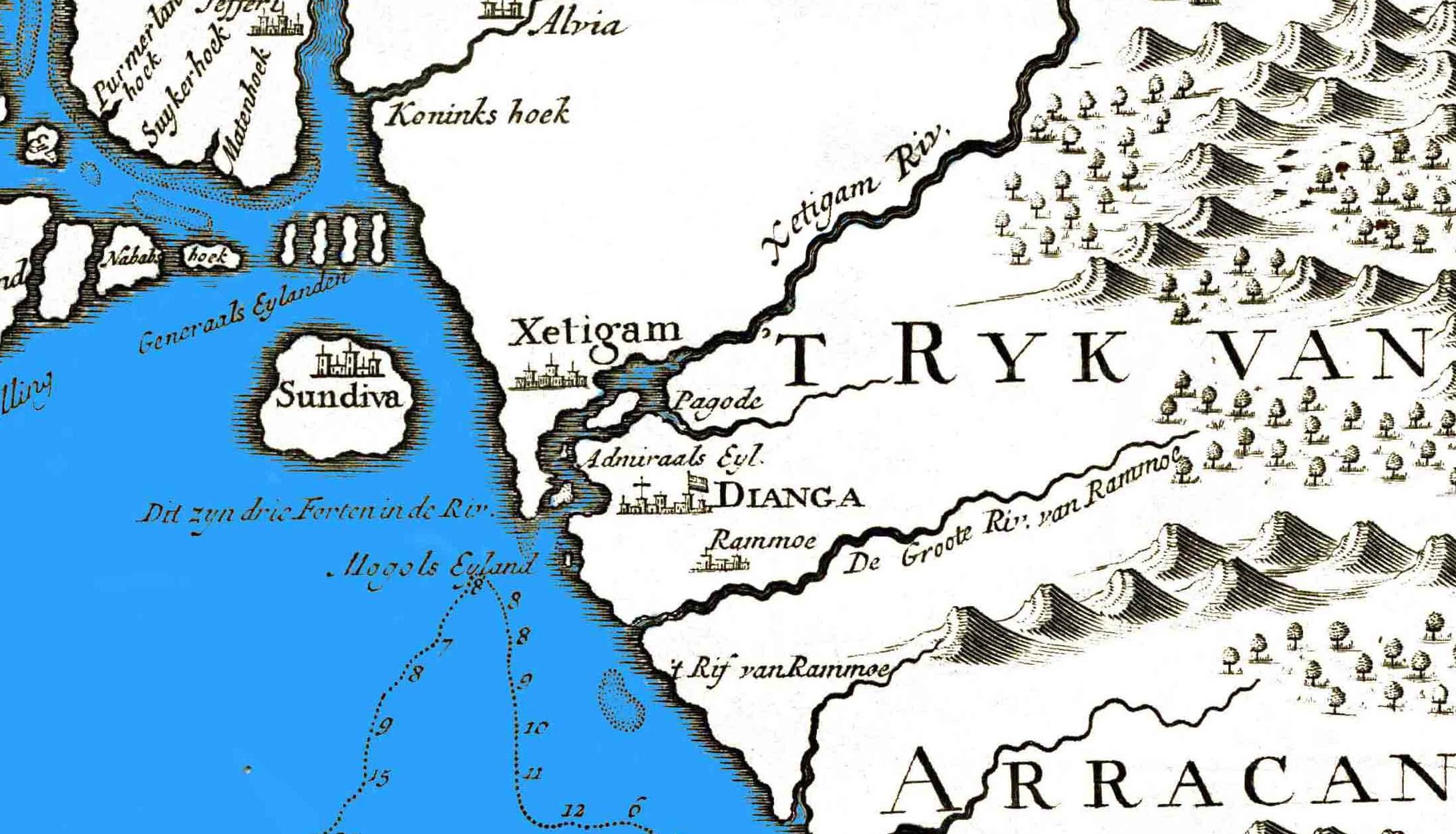
Trecho de um mapa de Bengala de 1724, onde aparece a ilha de Sundiva, Dianga, e "Xetigam" (Chatigão).

A ilha de Sundiva ou Sandwip, Sandvip, ou Sondeep (em bengali: সন্দ্বীপ) é uma ilha ao longo da costa sudeste do Bangladexe, no estuário do rio Meghna, no golfo de Bengala. É uma divisão do distrito de Chatigão. Está separada da cidade de Chatigão pelo canal de Sandwip. Tem uma população de quase 400.000 pessoas em 15 subdivisões.
Sundiva é uma das mais antigas ilhas habitadas do país. Foi sob o domínio de muitos conquistadores ao longo dos séculos devido à sua localização estratégica. Também foi um estado independente liderada por Sebastião Gonçalves Tibau e Delwar Khan. A principal atividade é a agricultura: arroz, lentilhas, verduras, milho, coco e betel. É exportadora de sal e no seu porto há construção naval.

## História
No século XVI, os portugueses instalam-se em Chatigão, vindo a povoação a crescer, tornando-se um grande centro de comércio. Os jesuítas erguem duas igrejas e uma residência. 
Nos anos de 1590, os portugueses também apoderam-se do forte de Chatigão e fazem tributária a ilha de Sundiva. Aí prospera o comerciante em sal, Filipe de Brito e Nicote, que vem também a ser mercenário do rei de Arracão, Min Raza Gyi Xilimixa). Parece que este tributo não é suficiente aos portugueses, e em 1602, Sundiva foi conquistada por Domingo Carvalho e Manuel de Matos.
Porém, foi perdida pouco tempo depois (1605?). Perto do final do século XVI, os portugueses também se estabelecem em Dianga (hoje Bunder ou Feringhi Bunder), em frente de Chatigão, na margem sul do rio Karnafuli. Mas em 1607, na sequencia da revolta do mercenário Filipe de Brito e Nicote, que se apoderou de Sirião, e tornou-se independente do Rei de Arracão, Min Raza Gyi fez massacrar não só o próprio filho de Filipe de Brito (mandado em embaixada pelo pai), mas cerca de 600 habitantes Portugueses de Dianga. 
Um pequeno número de Portugueses consegue escapar, estabelecendo-se em uma ilha na foz do Ganges. Um deles é Sebastião Gonçalves Tibau, que pouco mais tarde, em 1607, com 400 portugueses, ataca e conquista novamente a ilha de Sundiva. 
Governa a ilha como um rei independente, tendo sob seu comando uma força de 1000 portugueses. Tibau também ocupa as ilhas de Dakhin Shahbazpur e Patelbanga. 
Mas em 1616, Sebastião Gonçalves Tibau é derrotado pelo novo rei de Arracão Min khamon, que invade e toma posse da ilha. 
Após a derrota de Tibau, os Portugueses da Bengala Oriental (fora do controle de Goa) dedicam-se à pirataria. Aliam-se com o rei de Arracão e estabelcem-se em Dianga e Chatigão. 

## Comunidades
As principais comunidades da ilha são: 
- Azimpur
- Bauria
- Haramia
- Horishpur
- Kalapania
- Maitbhanga
- Mogdhara
- Musapur
- Santoshpur
- Gasua
- Amanullah
- Rahmatpur
- Sharikiat

## Diáspora
Os insulares da ilha sempre migraram para encontrar emprego. Encontram-se em Chatigão, Daca e nas outras cidades do Bangladexe, e até mesmo no exterior. Participam na economia da ilha pelo dinheiro que enviam para suas famílias.